# ویتوریا مونگاردی
ویتوریا مونگاردی (ایتالیایی: Vittoria Mongardi؛ ۲۶ فوریه ۱۹۲۶ – ۲۶ نوامبر ۱۹۷۵) خواننده و بازیگر اهل ایتالیا بود. او در چهارمین دورهٔ جشنواره موسیقی سانرمو ترانه‌ای اجرا کرد که بسیار موفق بود.
از فیلم‌هایی که وی در آن‌ها نقش داشته است، می‌توان به آخرین رقص، خاطرات دخترمدرسه‌ای و ترانه عاشقانه اشاره نمود.